# فرانتس فورر
فرانتس فورر (بالألمانية: Franz Wöhrer)، من مواليد 5 يونيو 1939، حكم كرة قدم نمساوي دولي سابق.
حكم في كأس العالم لكرة القدم 1982.

## وصلات خارجية
- فرانتس فورر على موقع Soccerway.com (الإنجليزية)
- فرانتس فورر على موقع أوليمبيديا (الإنجليزية)